# تکیه (باغ‌ملک)
تکیه، روستایی از توابع بخش مرکزی شهرستان باغ ملک در استان خوزستان ایران است.

## جمعیت
این روستا در شهر قلعه تل قرار دارد و بر اساس سرشماری مرکز آمار ایران در سال ۱۳۸۵، جمعیت آن ۱٬۲۶۴ نفر (۲۴۲خانوار) بوده‌است.